# 蒲吾郡
蒲吾郡，中国南北朝时设置的郡。
北周灭北齐后，设置蒲吾郡，治所在灵寿县（今河北省灵寿县），下辖灵寿县、蒲吾县（今平山县东南）、行唐县（今行唐县）。属于恒州。隋文帝开皇三年（583年）废蒲吾郡，灵寿县、蒲吾县、行唐县直辖于恒州。